# Frederik Ferdinand von Krogh (overforstmester)
 Der er flere personer med dette navn, se Frederik Ferdinand von Krogh.
Frederik Ferdinand von Krogh (født 23. maj 1780 på Gram Slot, død 26. december 1844 på Wedellsborg) var en dansk forstmand, bror til amtmand Frederik Christian von Krogh, overførster Caspar Hermann von Krogh, amtmand Godske von Krogh og general Christoph von Krogh.
Han var søn af Frederik Ferdinand von Krogh, tog efter at have været fændrik forsteksamen og landmålereksamen, blev 1806 overførster i det 1. slesvigske jægermesterdistrikt, 1821 faderens eftermand som jægermester i Nordslesvig, 1834 overforstmester for hele monarkiet. Krogh blev 1801 forst- og jagtjunker, 1802 kammerjunker, 1809 forstmester, 1810 hofjægermester, 1815 kammerherre, 1836 gehejmekonferensråd, 1840 Storkors af Dannebrog. Allerede som jægermester har han ført tilsyn med forskellige skove i kongeriget, og som overforstmester synes han nærmest at have været en slags konsulent for Rentekammeret uden selvstændig administrativ myndighed.
1803 ægtede von Krogh Johanne Sophia von Warnstedt (31. oktober 1781 – 5. februar 1867), datter af jægermester F.C. von Warnstedt til Løjtmark. Han døde 26. december 1844 på Wedellsborg, hvis besidder var hans svigersøn, Carl Wedell.
I Silkeborg har Frederik Ferdinand Krogh fået opkaldt Kroghsvej efter sig og er også mindet i skovene ved udsigtspunktet Kroghs Bænk på sydsiden af Almind Sø.